# Округ Едвардс (Тексас)
Округ Едвардс (енгл. Edwards County) је округ у америчкој савезној држави Тексас. По попису из 2010. године број становника је 2.002.

## Демографија
Према попису становништва из 2010. у округу је живело 2.002 становника, што је 160 (7,4%) становника мање него 2000. године.
| Група             | 2000.         | 2010.         |
| Белци             | 1.161 (53,7%) | 947 (47,3%)   |
| Афроамериканци    | 17 (0,8%)     | 11 (0,5%)     |
| Азијати           | 3 (0,1%)      | 7 (0,3%)      |
| Хиспаноамериканци | 974 (45,1%)   | 1.027 (51,3%) |
| Укупно            | 2.162         | 2.002         |